# Бирлик (Саркандский район)
Бирлик (каз. Бірлік, до 199? г. — Пролетарий) — село в Саркандском районе Жетысуской области Казахстана. Входит в состав Саркандской городской администрации. Находится примерно в 8 км к северу от районного центра, города Сарканд. Код КАТО — 196020200.

## Население
В 1999 году население села составляло 656 человек (329 мужчин и 327 женщин). По данным переписи 2009 года в селе проживали 542 человека (286 мужчин и 256 женщин).